# Ciudad Juárez
Ciudad Juárez (spanisch [sjuˈðað ˈxwaɾes], englisch [sjuːdaːd ˈhwaːrɛz], deutsch Juarez-Stadt) ist eine Stadt im Bundesstaat Chihuahua im Norden Mexikos und Verwaltungssitz des Municipio Juárez. Sie liegt an der Grenze zu den Vereinigten Staaten gegenüber von El Paso, mit dem sie durch vier Brücken verbunden ist, und am Zufluss des Río Conchos in den Rio Grande. Die Einwohnerzahl beträgt 1.321.004 (Volkszählung 2010). Die Metropolregion Ciudad Juárez/El Paso hat etwa zwei Millionen Einwohner.
Seit der Gründung der Freihandelszone NAFTA (Mexiko, USA und Kanada) im Jahre 1994 ist Ciudad Juárez eine der am schnellsten wachsenden Städte Mexikos, da die Ansiedlung von sogenannten Maquiladoras vor dem Hintergrund, dass die Löhne im Vergleich zu den USA niedriger sind, Investitionen nach sich zogen.
Eine Auswirkung der zum Teil unkontrollierten Zuwanderung sind die Armensiedlungen rund um die Stadt, wie z. B. die Colonia Anapra im Nordwesten.

## Geschichte
Am 8. Dezember 1659 wurde auf dem heutigen Stadtgebiet durch Pater García de San Francisco die Mission Nuestra Señora de Guadalupe de los Mansos del Paso del Norte gegründet. 1683 nannte man die Stadt „Presidio Paso del Norte“. Durch die im Vertrag von Guadalupe Hidalgo (1848) festgelegte Grenzziehung verlor die Stadt ihren nördlichen Teil, das heutige El Paso. Zu Ehren des mexikanischen Präsidenten Benito Juárez erhielt die Stadt 1888 ihren heutigen Namen.
Während der Mexikanischen Revolution war die Stadt aufgrund ihrer Bedeutung für den Grenzverkehr in die Vereinigten Staaten mehrmals Zankapfel zwischen Regierungstruppen und Revolutionären. In der Anfangsphase der Revolution wurde sie am 10. Mai 1911 von den nördlichen Revolutionstruppen, die unter dem Kommando von Giuseppe Garibaldi dem Jüngeren, Pascual Orozco, Pancho Villa und anderen standen, erobert. Unterhändler von Mexikos Langzeitpräsidenten und Diktator Porfirio Díaz unterzeichneten daraufhin mit seinem Herausforderer Francisco Madero den Vertrag von Ciudad Juárez (El Tratado de Ciudad Juárez), in dem der Rücktritt von Díaz und seinem Vizepräsidenten sowie Neuwahlen vorgesehen waren. Díaz ging daraufhin ins Exil und Madero wurde zum Präsidenten gewählt, womit die erste Phase der Revolution abgeschlossen war.

## Bevölkerung
Aufgrund der Nähe zu den USA erlebte die Stadt in den letzten Jahrzehnten ein starkes Bevölkerungswachstum. Die schlechte Sicherheitslage in der Stadt sorgte lediglich für eine Abschwächung.
Bevölkerungsentwicklung der Stadt
| Jahr | Einwohnerzahl |
| ---- | ------------- |
| 1990 | 789.522       |
| 1995 | 995.770       |
| 2000 | 1.187.275     |
| 2005 | 1.301.452     |
| 2010 | 1.321.004     |
| 2014 | 1.398.400     |

Bevölkerungsentwicklung der Metropolregion
| Jahr | Einwohnerzahl |
| ---- | ------------- |
| 1950 | 123.000       |
| 1960 | 253.000       |
| 1970 | 412.000       |
| 1980 | 546.000       |
| 1990 | 809.000       |
| 2000 | 1.223.000     |
| 2010 | 1.334.000     |
| 2017 | 1.461.000     |

## Kriminalität
Die Stadt hält eine Spitzenposition in der Verbrechensstatistik. Unter allen mexikanischen Städten ist sie von dem seit 2007 tobenden Drogenkrieg in Mexiko am meisten betroffen. In der Stadt kämpfen das Sinaloa-Kartell und das Juárez-Kartell um die Vorherrschaft. Im Jahr 2008 wurden etwa 1600 Menschen ermordet, 2009 waren es 2657 und 2010 gab es 3766, 2012 noch 749 Opfer; 2015 lag die Zahl der Mordopfer bei 256. Auf Druck des organisierten Verbrechens trat im Februar 2009 der Polizeichef der Stadt, Roberto Orduña Cruz, zurück. Zudem gab es seit dem Beginn einer Mordserie an Frauen und Mädchen mehrere hundert Opfer (→ Frauenmorde von Ciudad Juárez). Im Jahr 2019 suchten etwa 1300 Frauen Hilfe beim örtlichen Fraueninstitut, das Beratungen durch Anwälte, Sozialarbeiter und Psychologen anbietet.
Gregory Nava drehte 2006 den Spielfilm Bordertown über diese Morde. Der Dokumentarfilmer Gianfranco Rosi und der Autor Charles Bowden drehten 2010 in der Nähe von Juárez den Dokumentarfilm Der Auftragskiller – Zimmer 164. Darin spricht ein ehemaliger Auftragsmörder eines Kartells über die 20 Jahre seiner Mitgliedschaft. Die Kriminalität wird auch in dem Spielfilm Sicario thematisiert.

## Söhne und Töchter der Stadt
- Luis Antonio Dámaso de Alonso (1905–1994), Filmschauspieler (Künstlername: Gilbert Roland)
- Antonio Attolini Lack (1931–2012), Architekt
- Urbano Zea (1941–2022), Basketballspieler
- Alberto Guerra (* 1944), Fußballspieler und -trainer
- Kitten Natividad (1948–2022), Pin-Up-Model und Schauspielerin
- Johnny Jackson (1969–2008), mexikanisch-US-amerikanischer Hip-Hop-Produzent
- Susana Chávez (1974–2011), Schriftstellerin und Menschenrechtlerin
- Alberto Morín (* 1980), Fußballschiedsrichterassistent
- Luis Montes (* 1986), Fußballspieler
- Victor Ulloa (* 1992), Fußballspieler
- Bryan González (* 2003), Fußballspieler

## Partnerstädte
- Juazeiro, Brasilien
- Chihuahua, Mexiko
- Tecomán, Mexiko
- Tijuana, Mexiko
- El Paso, USA
- Las Cruces, USA
- San Diego, USA

## Klimatabelle
|                       | Jan  | Feb  | Mär  | Apr  | Mai  | Jun  | Jul  | Aug  | Sep  | Okt  | Nov  | Dez  |   |       |
| Mittl. Tagesmax. (°C) | 14,9 | 18,4 | 22,4 | 26,1 | 30,6 | 36,2 | 35,6 | 34,1 | 31,1 | 26,1 | 19,6 | 15,7 | ⌀ | 25,9  |
| Mittl. Tagesmin. (°C) | 0,6  | 2,4  | 6,0  | 9,5  | 14,4 | 19,7 | 21,7 | 20,4 | 17,1 | 11,0 | 4,3  | 0,6  | ⌀ | 10,7  |
|                       |      |      |      |      |      |      |      |      |      |      |      |      |   |       |
| Niederschlag (mm)     | 16,9 | 12,5 | 4,3  | 6,9  | 9,6  | 13,2 | 45,4 | 47,2 | 63,6 | 26,4 | 8,4  | 13,1 | Σ | 267,5 |
|                       |      |      |      |      |      |      |      |      |      |      |      |      |   |       |
| Regentage (d)         | 5,2  | 2,8  | 1,5  | 1,7  | 2,3  | 2,5  | 6,2  | 7,0  | 6,1  | 4,6  | 2,7  | 3,0  | Σ | 45,6  |

| 0,6 |

| 2,4 |

| 6,0 |

| 9,5 |

| 14,4 |

| 19,7 |

| 21,7 |

| 20,4 |

| 17,1 |

| 11,0 |

| 4,3 |

| 0,6 |

| 0,6 |

| 2,4 |

| 6,0 |

| 9,5 |

| 14,4 |

| 19,7 |

| 21,7 |

| 20,4 |

| 17,1 |

| 11,0 |

| 4,3 |

| 0,6 |